# Takahiro Shimotaira
Takahiro Shimotaira (jap. 下平 隆宏 Shimotaira Takahiro; ur. 18 grudnia 1971) – japoński piłkarz występujący na pozycji pomocnika.

## Kariera piłkarska
Od 1990 do 2004 roku występował w klubach Kashiwa Reysol i FC Tokyo.

## Kariera trenerska
Po zakończeniu piłkarskiej kariery pracował jako trener w Kashiwa Reysol.